# Арясова, Татьяна Алексеевна
Арясова Татьяна Алексеевна (2 апреля 1979, с. Балдаево Ядринского района Чувашской Республики) — спортсменка, мастер спорта России международного класса (лёгкая атлетика).

## Биография
Родилась 2 апреля 1979 года в с. Балдаево Ядринского района Чувашской Республики.
Тренер — заслуженный тренер Чувашской Республики Валерий Николаевич Григорьев.

## Достижения
1. Победительница первенства России 2002 г. среди молодежи
2. Серебряный призёр чемпионата России 2003 г.
3. Серебряный призёр Всемирной Универсиады студентов (2001) в беге на 5000 м
4. Победительница Лос-Анджелесского марафона, 2008 г.
5. Победительница и призёр международных турниров
6. Бронзовый призёр чемпионата России 2008 г. на дистанции 10000 м.
7. Член олимпийской сборной России-2008 по легкой атлетике (бег 10000 м).
8. Победительница Московского марафона (2016)[3]

25 января 2012 года ИААФ объявила, что Татьяна Арясова была дисквалифицирована на два года за применение допинга. Тест был проведён после Токийского марафона 2011 года, на котором Татьяна победила. Арясова лишена титула победителя, который был передан японке Норико Хигути, занявшей второе место.